# Honda CR-X
Honda CR-X (в Японии — Honda Ballade Sports) — компактный спортивный автомобиль, выпускавшийся компанией Honda в период с 1983 по 1991 год. Преемником модели является Honda CR-X Del Sol, выпускавшаяся с 1992 по 1997 годы. Существует множество предполагаемых определений аббревиатуры CR-X, наиболее распространённая — «Compact Racing eXperience».

## Первое поколение
Производство компактных (длина кузова составляет 3,7 м) трёхдверных хетчбэков Honda CR-X стартовало в 1983 году.
В США CRX (не CR-X) продавался как двухместный автомобиль (вместо заднего дивана был установлен ящик для мелочей). Автомобиль европейского образца получил сидения 2 + 2. Реконструированный в 1988 году и выпущенный в 1991 году, CRX был популярен благодаря своей производительности, проворному управлению и хорошей экономии топлива. Honda CRX del Sol продавался как CR-X на некоторых рынках.

Для версии 1,5Х был предназначен 4-цилиндровый 105-сильный мотор SOHC (объём 1,5 л). Для версии Si был предназначен 4-цилиндровый 130-сильный мотор DOHC (объём 1,6 л).

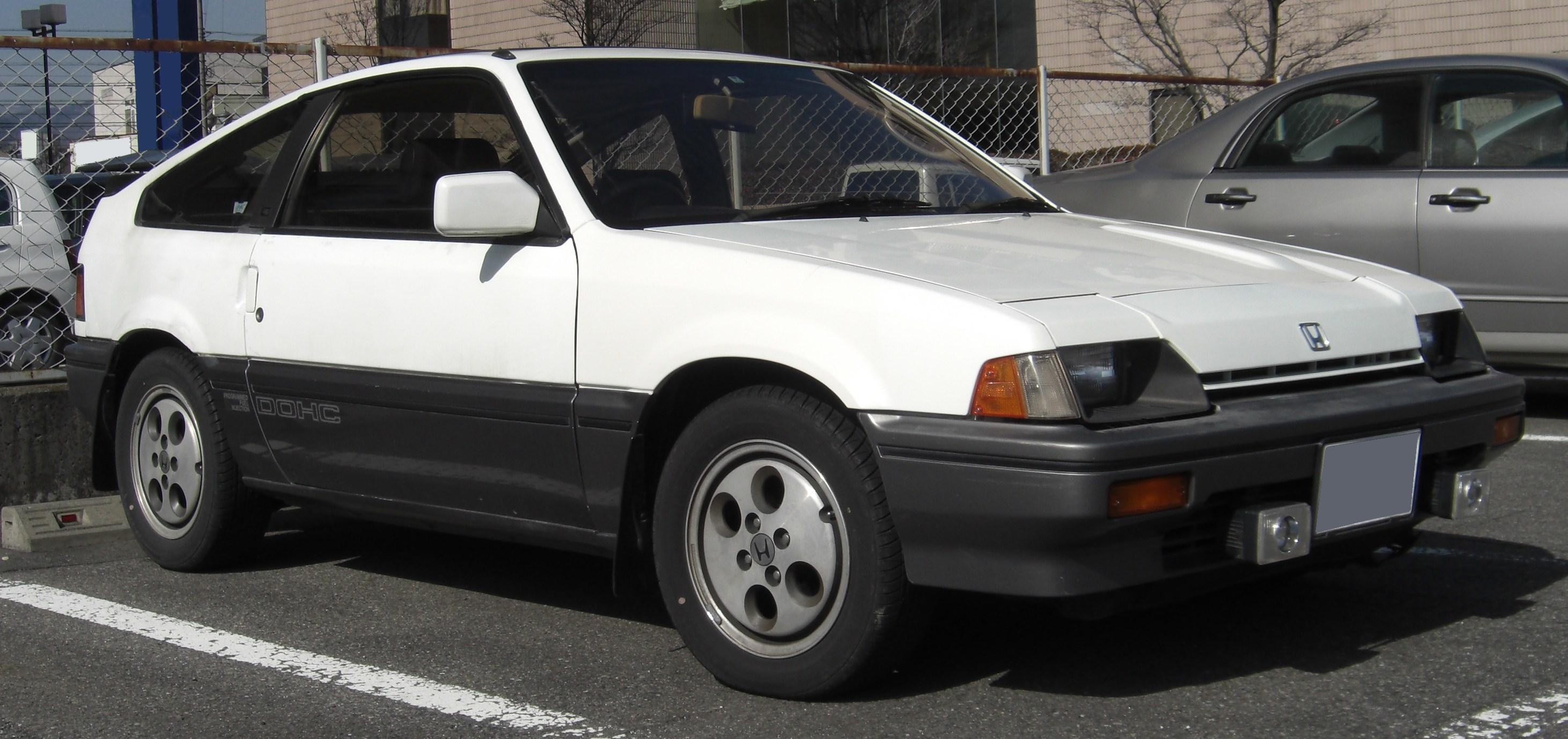
Honda Ballade CR-X
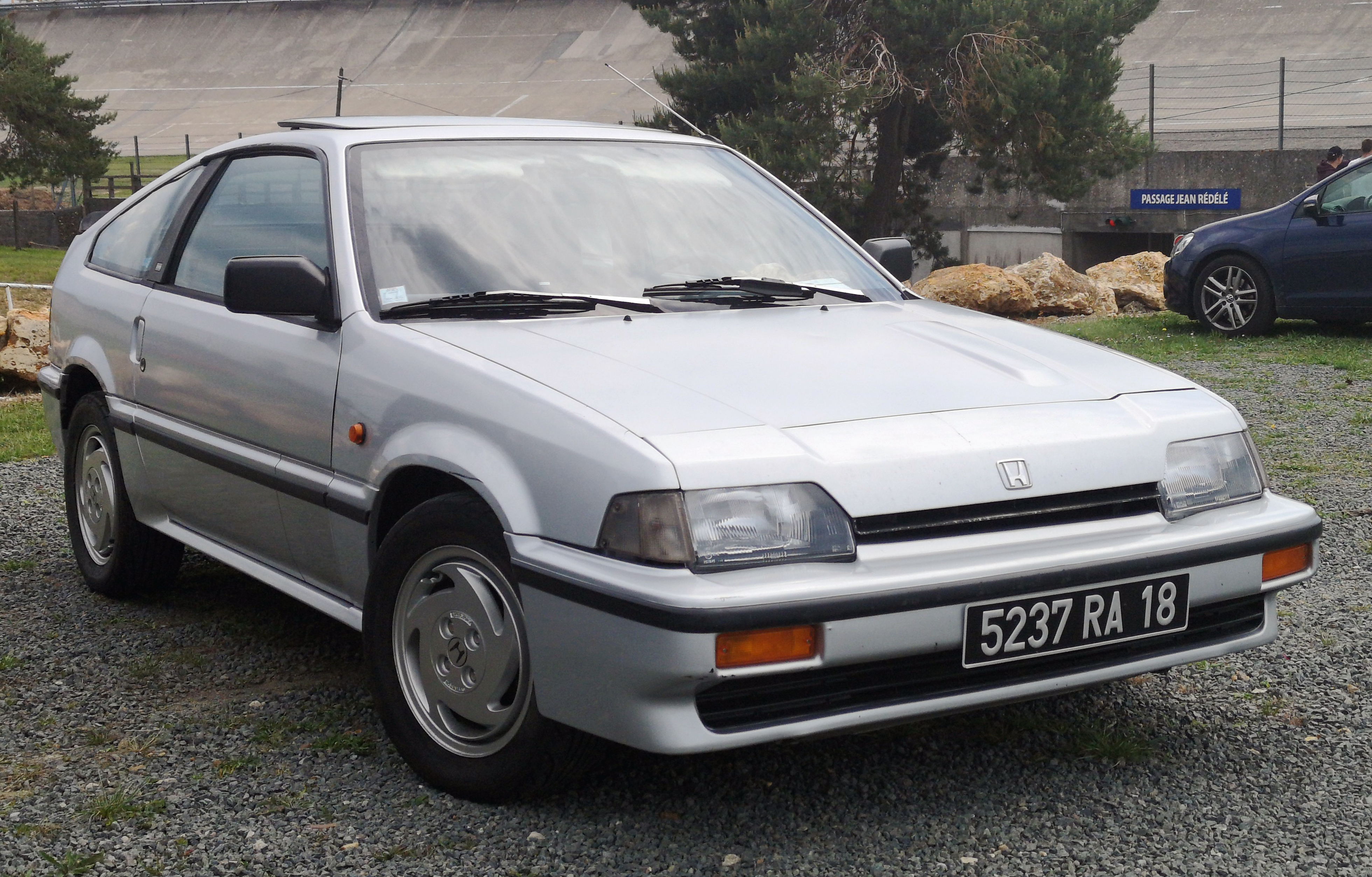
1987 Honda CRX 1.6i—16 (Европа)
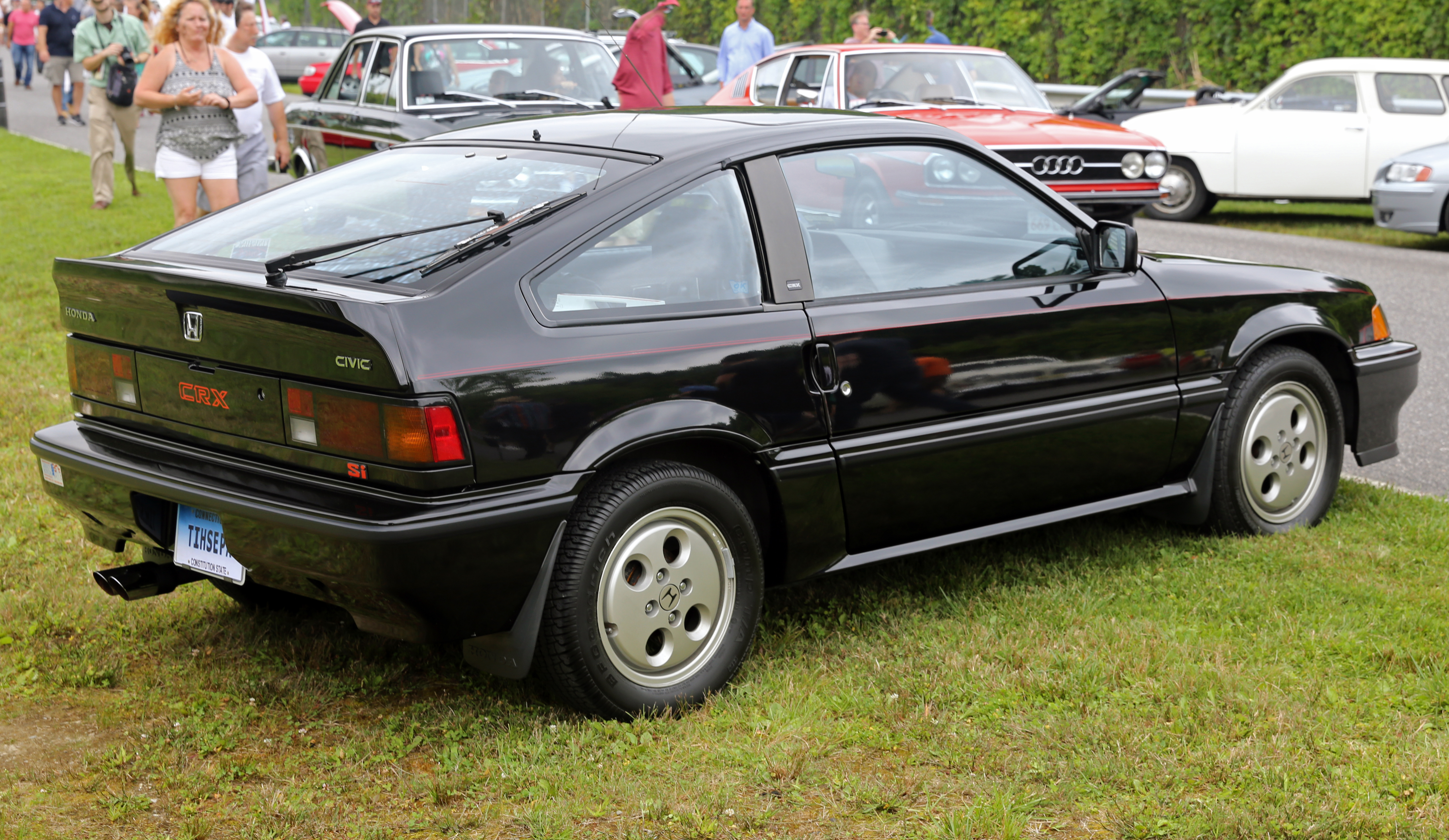
1987 Honda CRX Si (США)

## Второе поколение
Honda CR-X второго поколения, представленная в 1987 году, получила изменения по технической части. На американском рынке автомобиль предлагался с моторами объёмом 1,5 и 1,6 л мощностью от 62 до 108 л. с. В Европе и Японии были версии с моторами объёмом 1,4 (90 л. с.) и 1,6 л (136—140 л. с.). В 1989 году компания Honda добавила к линейке силовых установок новый мотор B16A (объём 1,6 л), в конструкции которого была предусмотрена система изменения высоты и времени поднятия клапана.

Производство модели CR-X было завершено в 1991 году, а на смену ей пришла модель Honda Civic del Sol, на некоторых рынках называвшаяся Honda CR-X del Sol.

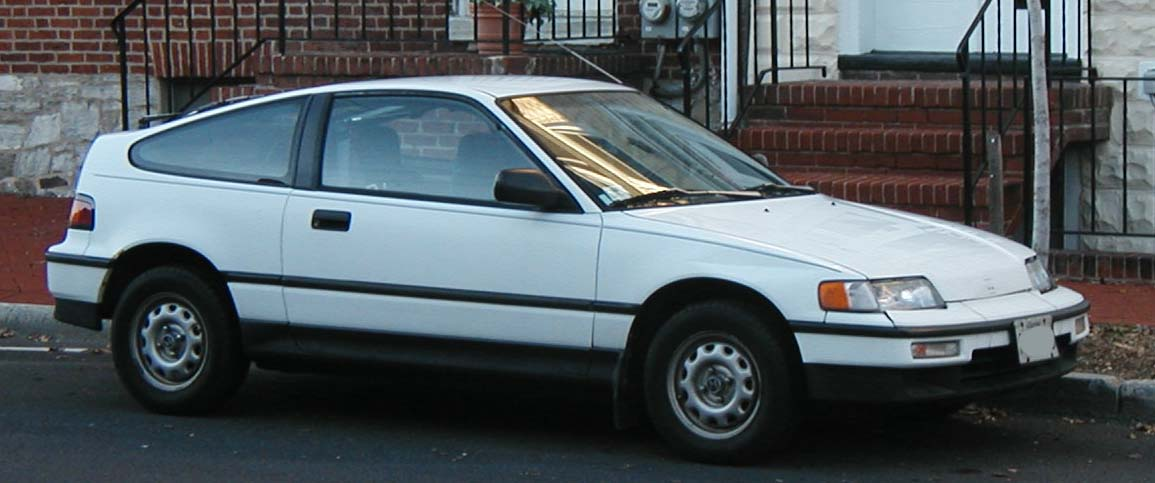
1988—1991 Honda CR-X
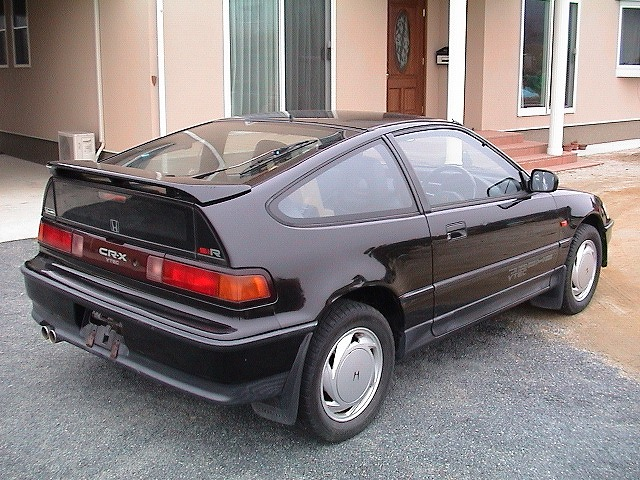
Honda CR-X SiR
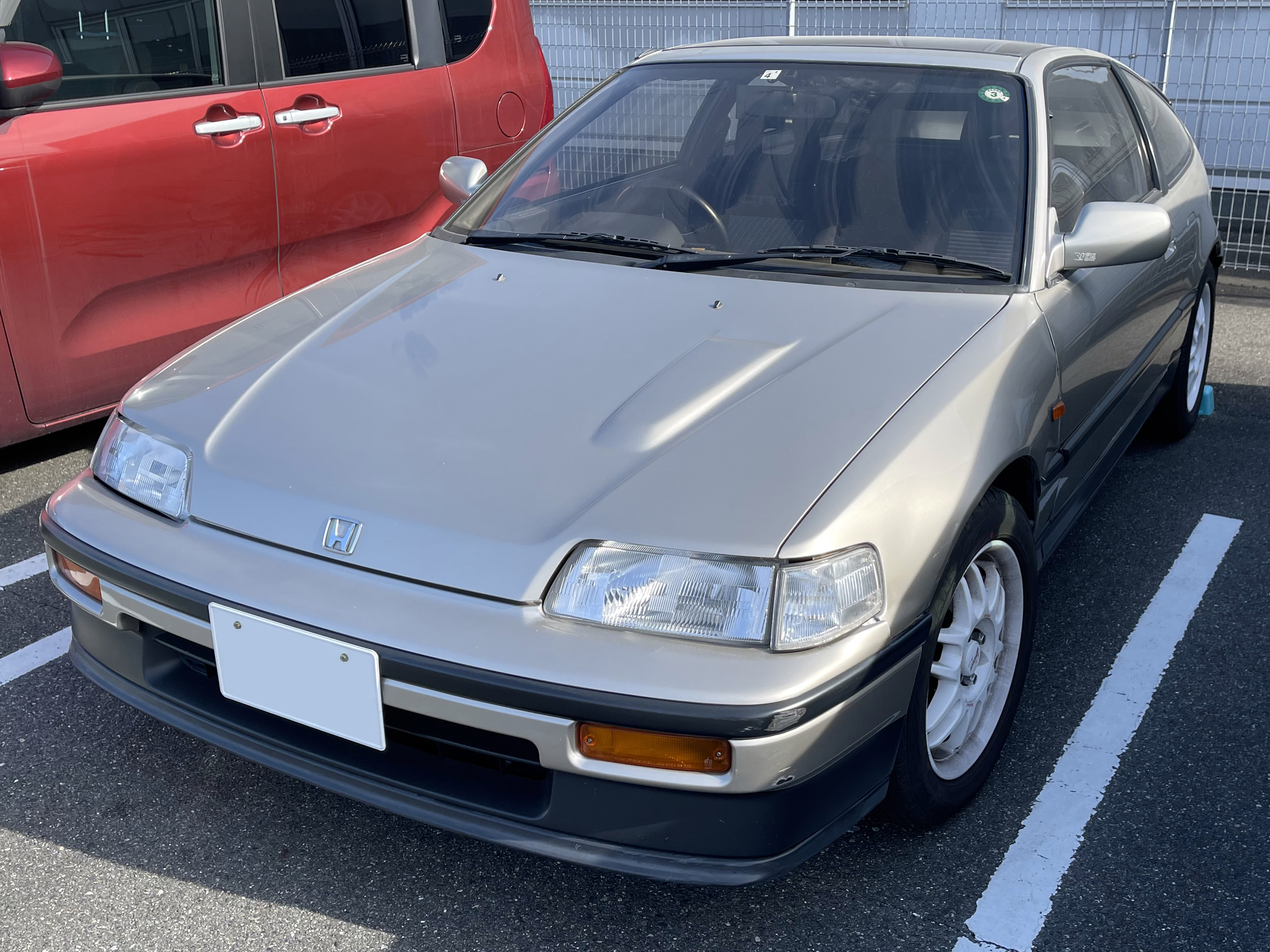
Honda CR-X Si (EF7)

## Третье поколение

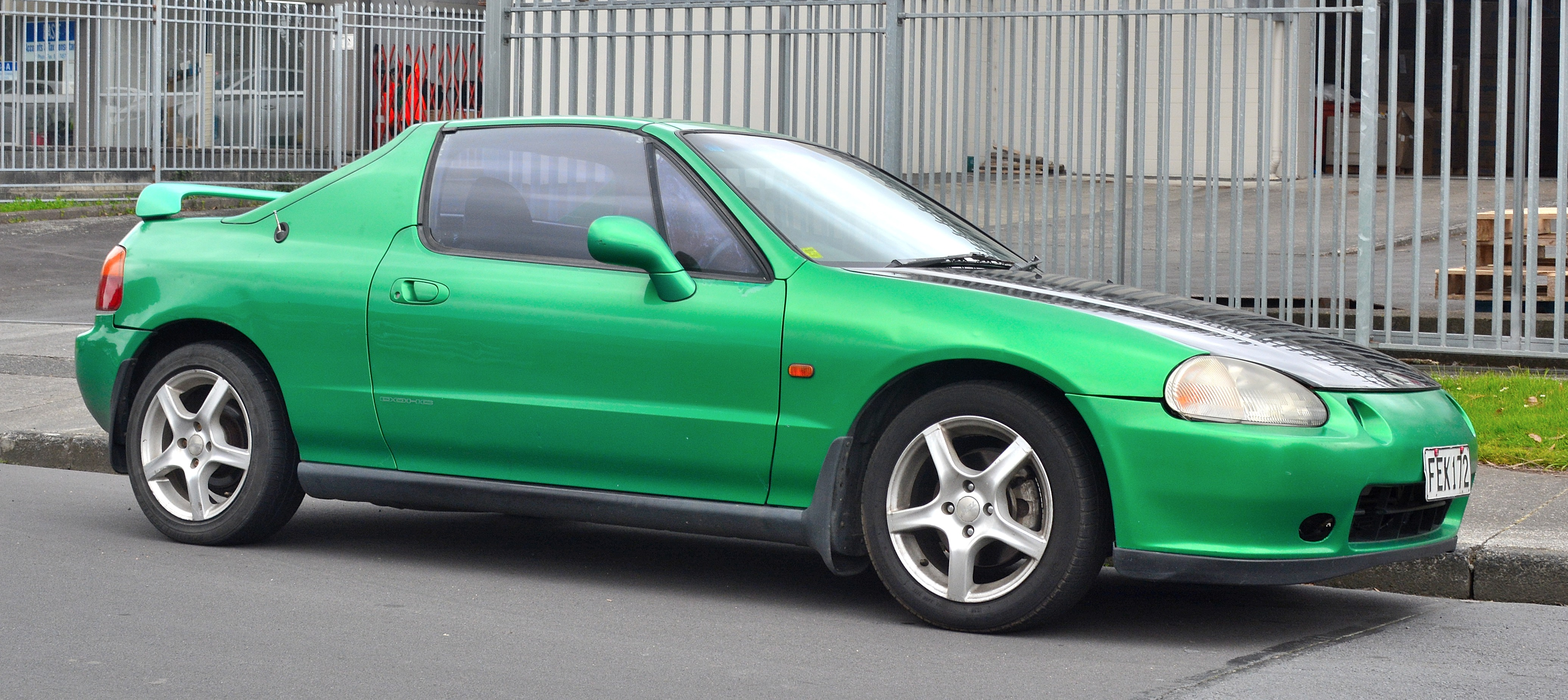
1992 Honda CR-X del Sol